# 時程 (專案管理)
在專案管理（project management）領域，專案時程表（schedule）會列出專案的里程碑（milestones）、活動（activities）、與交付成果（deliverables），並且會有預定開始與結束時間。相關項目通常由專案資源分配、預算、工作時程、依賴性、與已排訂日期的事件來建立。專案排程表通常使用做為專案管理中，專案規劃、與專案組合管理（project portfolio management）的一部分。專案管理時程表中元素通常與工作分解結構（WBS）中最底層的元件、工作說明書或合約資料需求清單一致。

## 概觀
在很多的產業中（例如工程與建築），通常會視專案規模的大小，聘請專職專案排程者或是排程團隊來開發及管理專案時程表。雖然時程管控的技巧發展相當成熟 ，發展出不同的管理技巧，在不同的產業的應用程度上不太一致。工程成本促進協會（AACE）、專案管理協會（PMI） 、與美國聯邦政府（US Government）（針對採購 和會計） 等單位為推廣時程管控的標準化與最佳實務而努力。
當然，專案管理並非只能運用在限定的專案領域裡，一般人也可以運用專案管理技巧在自己生活周遭的組織上。例如下面案例：
- 房屋裝修專案
- 持續追蹤所有家庭成員的活動
- 輔導團隊
- 渡假計畫
- 結婚計畫

部分專案管理軟體會提供專案範本、清單、與時程表範本，來方便使用者建立各自需求的專案時程。

## 方法
在專案時程建立初期，專案經理需要透過工作分解結構（WBS）逐一分析每項任務所耗用的資源，並且一個可以運用資源可用性（時間、數量）的清單。如果當中有某項元件缺少，可以用團隊決策的估計方法建立，如寬帶德菲法（團體出牌法）。這樣做的原因是因為時程原本就是一種預估：時程表中的每一個日期或時間都是預估值，如果該預估的時間沒有預排的人員執行任務，那該時程表預估的時間就變得不準確。
建立一個專案時程表，需要透過以下步驟完成：
- 專案範疇（範圍）
- 活動排序
- 五個週期的工作群組（概念、定義及計畫、發行、效能、結束）
- 工作相依圖
- 關鍵路徑分析
- 專案里程碑

為了建立一套健全的專案時程表，必須要切中以下重點：
- 該時程表必須要定期更新（每周更新一次較佳）。
- 挣值管理（預估完成工時，EAC）數值必須要等於預估工時基準值。
- 剩餘的工作必須要在專案團隊成員之間被適當分配（也應把休假考慮進去）

需要密切關注的是專案時程表的結構要引用工作分解結構（WBS）或可交付成果的索引，使用定義在WBS中的分解架構或範本來描述與產出可交付成果所需進行的活動項目。
對時程表的評估可以建立在時程表開發品質和時程管理品質兩個面向。

## 延伸閱讀
- Chamoun, Yamal.  1st. Monterrey, NL MEXICO: McGraw Hill. 2006. ISBN 970-10-5922-0.
- Heerkens, Gary. . McGraw-Hill. 2001. ISBN 0-07-137952-5.
- Hendrickson, Chris. . Prentice-Hall. 1989  [2017-10-30]. （原始内容存档于2018-02-19）.
- Kerzner, Harold.  8th. Wiley. 2003. ISBN 0-471-22577-0.
- Klastorin, Ted.  3rd. Wiley. 2003. ISBN 978-0-471-41384-4.
- Lewis, James.  2nd. American Management Association. 2002. ISBN 0-8144-7132-3.
- Meredith, Jack R.; Mantel, Samuel J.  5th. Wiley. 2002. ISBN 0-471-07323-7.
- Woolf, Murray B., PMP.  1st. McGraw-Hill. 2007. ISBN 978-0-07-148660-6.